# Tessie Tellmann
Tessie Tellmann (* 1948 in Winterthur; vereinzelt auch Tesie Tellmann) ist eine Schweizer Schauspielerin.

## Leben
Tessie Tellmann erhielt von 1970 bis 1973 eine Ausbildung an der  Hochschule für Musik und Theater in Hamburg.  Ab 1973 schlossen sich erste Engagements an die Wuppertaler Bühnen, die Bühnen der Stadt Köln, das Theater Kiel (1974/1975) und das Staatstheater Kassel (1976 bis 1980) an. Danach spielte sie von 1983 bis 1985 am Modernen Theater und von 1986 bis 1991 am Teamtheater jeweils in München. 1992 wechselte sie an die Freie Volksbühne nach Berlin.  Es folgten  Auftritte an weiteren verschiedenen Bühnen in Berlin (Schaubühne am Halleschen Ufer, Sophiensæle und Akademie der Künste). So war sie 1999 in Mechtild Erpenbecks Inszenierung  der Produktion Spontane Ratlosigkeit versiegelter Säulen im Häusermeer – eine Vermessung in den Sophiensælen zu sehen.
Tessie Tellmann wirkte in einigen Film- und Fernsehproduktionen mit. Darunter befand sich 2008 der Spielfilm Der Baader Meinhof Komplex von Uli Edel. Sie trat als Darstellerin Fernsehserien wie Anna, Derrick, Schwarz greift ein und Schloss Einstein auf. In der Soap Lüthi und Blanc des Schweizer Radio und Fernsehen (SRF) hatte sie mehrere Jahre die durchgehenden Rolle der Ursula Schmid. In Tag und Nacht, ebenfalls eine Serie des SRF, verkörperte sie in der Folge Narren der Liebe  die Hauptrolle. In den Fernsehfilmen Das Recht sich zu sorgen und Zwei Leben aus der Fernsehreihe Tatort war sie jeweils in Episodenrollen zu sehen.

## Filmografie (Auswahl)
- 1987: Hans im Glück (Fernsehserie)
- 1987: Anna (Fernsehserie)
- 1988: Stachoviak! (Kurzfilm)
- 1988: Gemini – Die Zwillingssterne
- 1990: Derrick (Fernsehserie) – Tod am Waldrand
- 1994: Himmel und Hölle (Fernsehfilm)
- 1997: Die Kids von Berlin (Fernsehserie)
- 1999: Schwarz greift ein (Fernsehserie) – Altes Gift
- 2000–2002; 2004–2006: Lüthi und Blanc (Fernsehserie) – durchgehende Rolle als Ursula Schmid
- 2000: Schloss Einstein (Fernsehserie) – zwei Folgen
- 2000: Wenn man sich traut (Fernsehfilm)
- 2001: Julies Geist
- 2005: Drei Mädchen (Kurzfilm)
- 2005: Tod einer Ärztin (Fernsehfilm)
- 2008: Der Baader Meinhof Komplex
- 2009: Tag und Nacht (Fernsehserie) – Narren der Liebe
- 2016: Tatort – Das Recht sich zu sorgen
- 2017: Tatort – Zwei Leben
- 2018: Der Bestatter – Der Unbestechliche (Fernsehserie, S06E05)